# Günther Kuhn
Günther Kuhn (* 14. November 1943) ist ein ehemaliger deutscher Kommunalpolitiker (CDU). Er war von 1979 bis 2011 Bürgermeister und ist seit 2011 Ehrenbürger von Külsheim. Er war das 13. Stadtoberhaupt dieser Stadt seit 1892.

## Leben
Nachdem er bereits 1944 den Vater und im Alter von acht Jahren seine Mutter verloren hatte, wuchs er bei seiner Tante und bei seinem Onkel in Hardheim auf. Sein Studium mit der Fachrichtung Vermessungswesen schloss er als Diplom-Ingenieur ab und arbeitete beim Flurbereinigungsamt (Fachrichtung Vermessungswesen) in Tauberbischofsheim.
1974 trat er der CDU bei. 1979 wählten ihn die Külsheimer erstmals zum Bürgermeister. Im Amt bestätigt wurde er 1987, 1995 und 2003. Seine Dienstzeit als Rathauschef der Brunnenstadt endete am 30. Juni 2011. Er war 11.688 Tage Stadtoberhaupt von Külsheim. Bei seiner Verabschiedung wurden ihm die Ehrenbürgerwürde der Stadt Külsheim, das Bundesverdienstkreuz am Bande sowie die Schärpe des Bürgermeisters und die Ehrenmedaille der Partnerstadt Moret-sur-Loing verliehen. Außerdem ist er Träger der Staufermedaille sowie der goldenen Ehrennadel des Gemeindetags Baden-Württemberg für seine mehr als 30-jährige kommunalpolitische Tätigkeit.
Seit Oktober 1979 war er Mitglied im Kreistag des Main-Tauber-Kreises. Von 1994 bis 1999 fungierte er als Fraktionsvorsitzender. Eine erneute Kandidatur schloss er aus. Günther Kuhn war insgesamt 35 Jahre im Kreistag vertreten.
Während seiner kommunalpolitischen Laufbahn gehörte er verschiedenen Gremien und Ausschüssen an. So war er etwa Mitglied des Gemeindetags Baden-Württemberg, der Verbandsversammlung des Regierungsverbands Franken, des Beirats der Wirtschaftsregion Heilbronn-Franken-Marketing GmbH und des Verwaltungsrats der Sparkasse Tauberfranken. Weiter engagierte er sich als Präsident des Touristikverbandes Neckarland-Schwaben sowie als stellvertretender Vorsitzender des Vereins Museumsstraße Odenwälder Bauernhaus. Seit 1984 steht er der Kreisverkehrswacht Main-Tauber vor.
Seit 1971 ist er mit seiner Frau Edeltraud verheiratet. Sie haben eine Tochter sowie einen Sohn und drei Enkelkinder.

## Ehrungen
- 2011: Ehrenbürger der Stadt Külsheim[2]
- 2011: Ehrenmedaille der Stadt Moret-sur-Loing[2]
- Goldene Ehrennadel des Gemeindetags Baden-Württemberg[1]
- Träger der Staufermedaille[1]
- 2011: Verdienstkreuz am Bande der Bundesrepublik Deutschland[2]
- 2013: Straße in der ehemaligen Prinz-Eugen-Kaserne in Külsheim nach ihm benannt[6]
- 2014: Ehrenmitglied des CDU-Ortsverbands Külsheim[7]